# Zweedse warmbloed

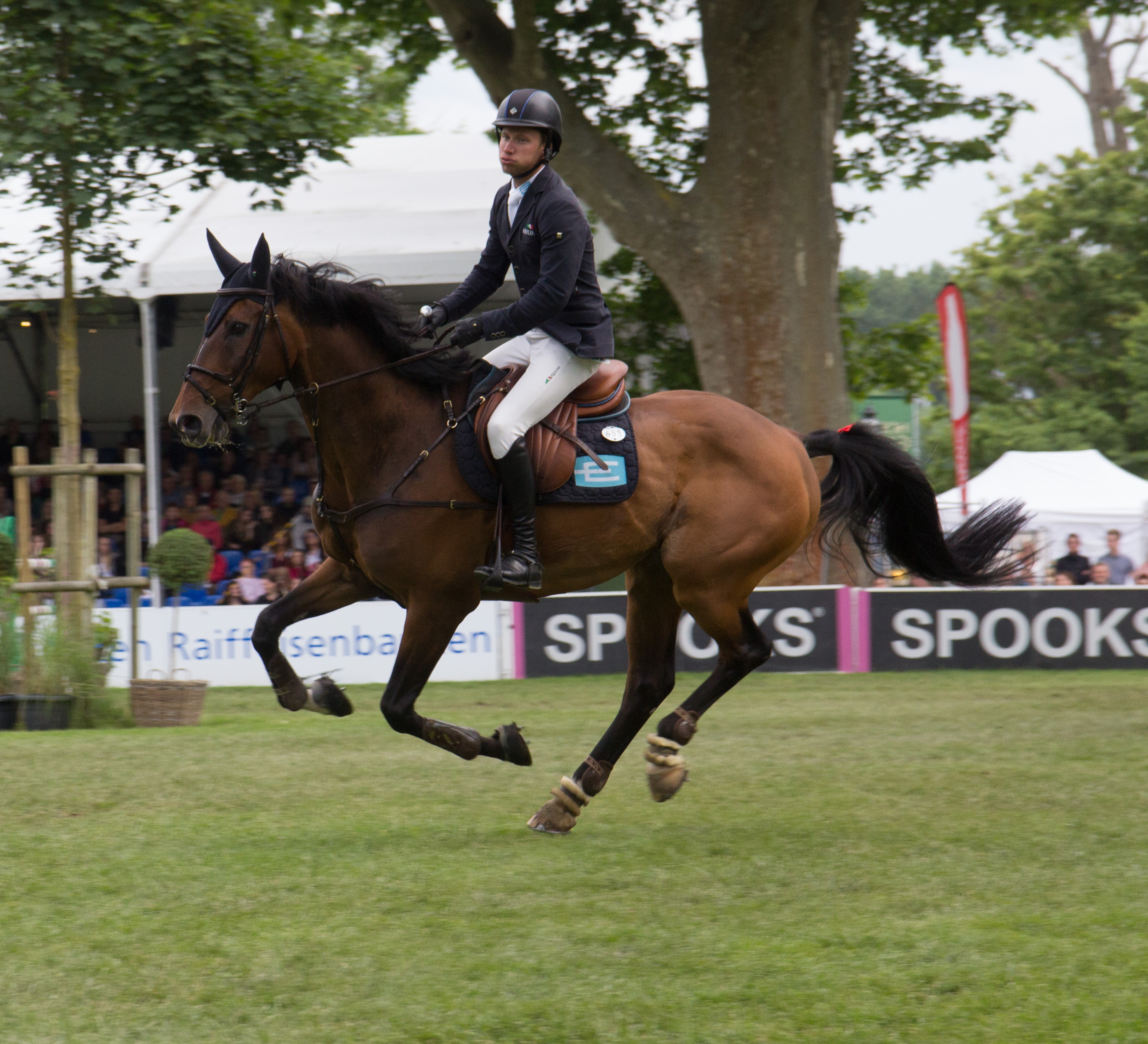
Zacramento

De Zweedse warmbloed is een paardenras afkomstig uit Strömsholm en Flyinge in Zweden. Dit ras stamt af van plaatselijke en geïmporteerde paarden uit de 17e eeuw. De paarden die onder andere als cavalerie-paarden geïmporteerd werden, kwamen uit Denemarken, Duitsland, Engeland, Hongarije, Frankrijk, Rusland, Spanje en Turkije. Deze paarden verschilden sterk van elkaar maar resulteerden op den duur in de Zweedse warmbloed.

## Karakteristieken
De Zweedse warmbloed mag in principe elke effen vachtkleur hebben. De meest voorkomende kleuren zijn vos, bruin en donkerbruin. Volledig zwarte Zweedse warmbloeden zijn zeldzaam. Ze komen ook voor als schimmel en roan. Ze bereiken een stokmaat tussen 163 en 173 cm en staan bekend als sterke, atletische paarden met soepele gangen.

## Gebruik
De Zweedse warmbloed wordt vooral gebruikt als rijpaard. Ze zijn hiervoor zeer geschikt, omdat ze vlotte, rechte gangen hebben. De paarden zijn ook zeer handelbaar en veelzijdig. Ze worden gebruikt voor de dressuur, in springwedstrijden en cross-country's. Zweedse warmbloeden zijn uitstekende sportpaarden en worden in groten getale geëxporteerd naar Europa en Amerika.

## Herkomst
De Zweedse warmbloed stamt af van paarden die in de 17e eeuw in Zweden werden geïmporteerd. Geïmporteerde Spaanse en Friese paarden brachten krachtige paarden voort wanneer ze gekruist werden met de plaatselijke kleine merries. In de 19e en 20e eeuw werd er bloed van de Engelse volbloed, arabier, hannoveraan en trakehner toegevoegd. Hiervoor werden de beste volbloedpaarden gebruikt. Omdat ze deze bloedlijnen gebruikten, zijn er grote, sterke paarden ontstaan. De jaren twintig van de twintigste eeuw waren een belangrijke periode in de ontwikkeling van dit ras. De hengsten Tribun, Hamlet en Engelse volbloed Hampelmann hadden de grootste invloed op het ras. Na 1945 hadden de trakehners Heristal, Anno en Polarstern een dominant effect op het ras. Heristal was een nazaat van het Engelse renpaard Hyperion. Hij bracht 15 hengsten en 44 merries voort, die eveneens in het stamboek werden opgenomen.

## Afbeeldingen

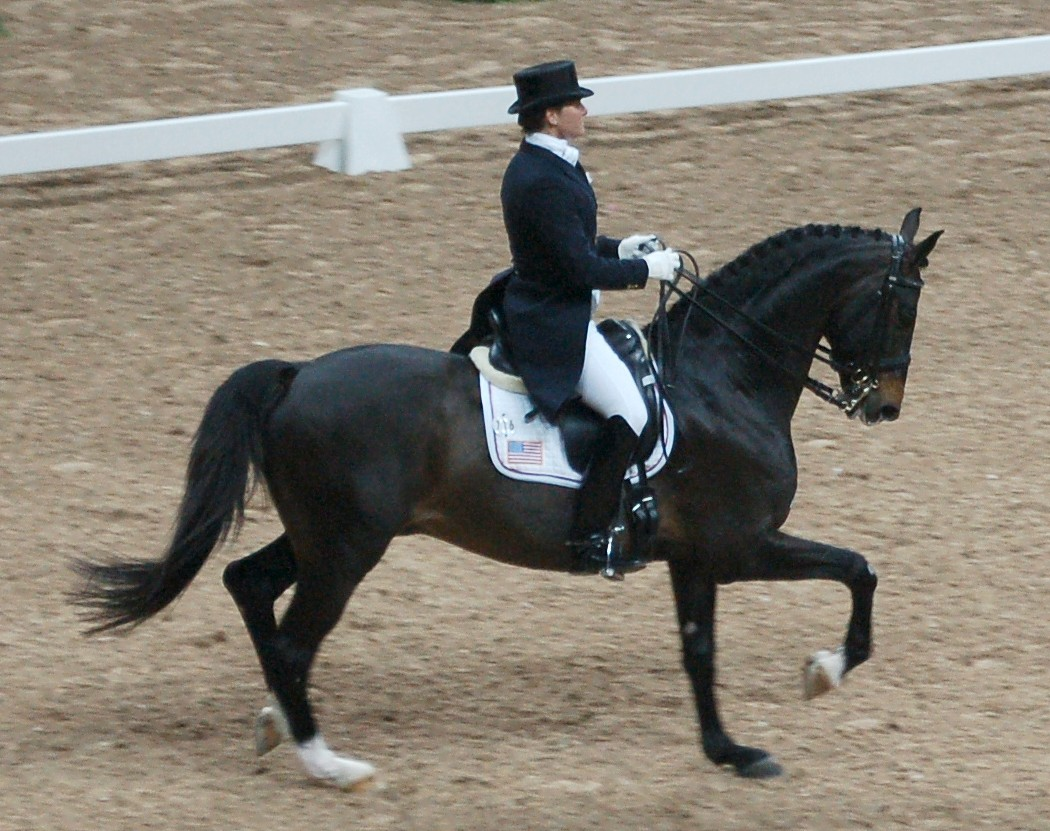
Dressuur: de hengst Tip Top
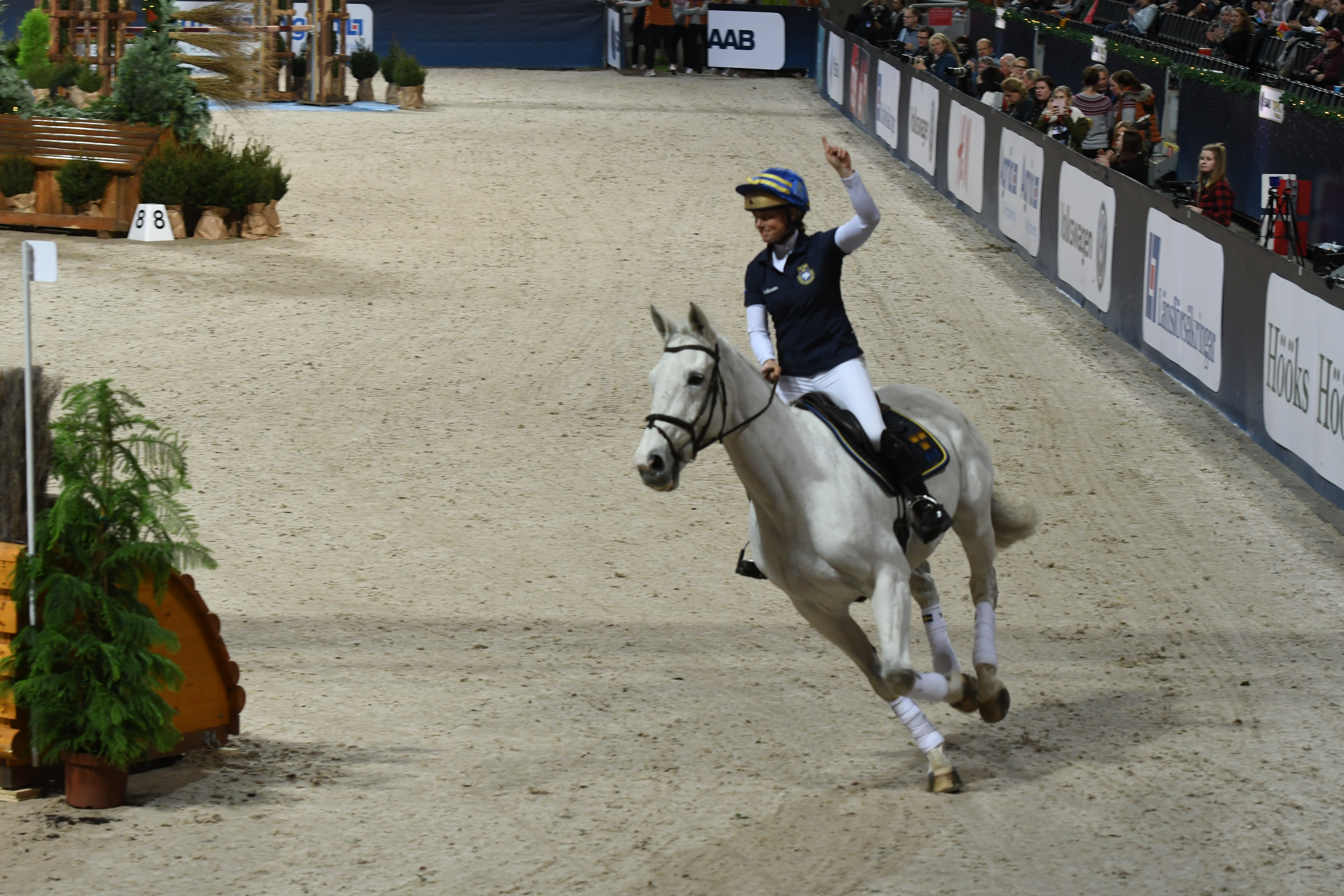
Sara Algotsson Ostholt op Wega
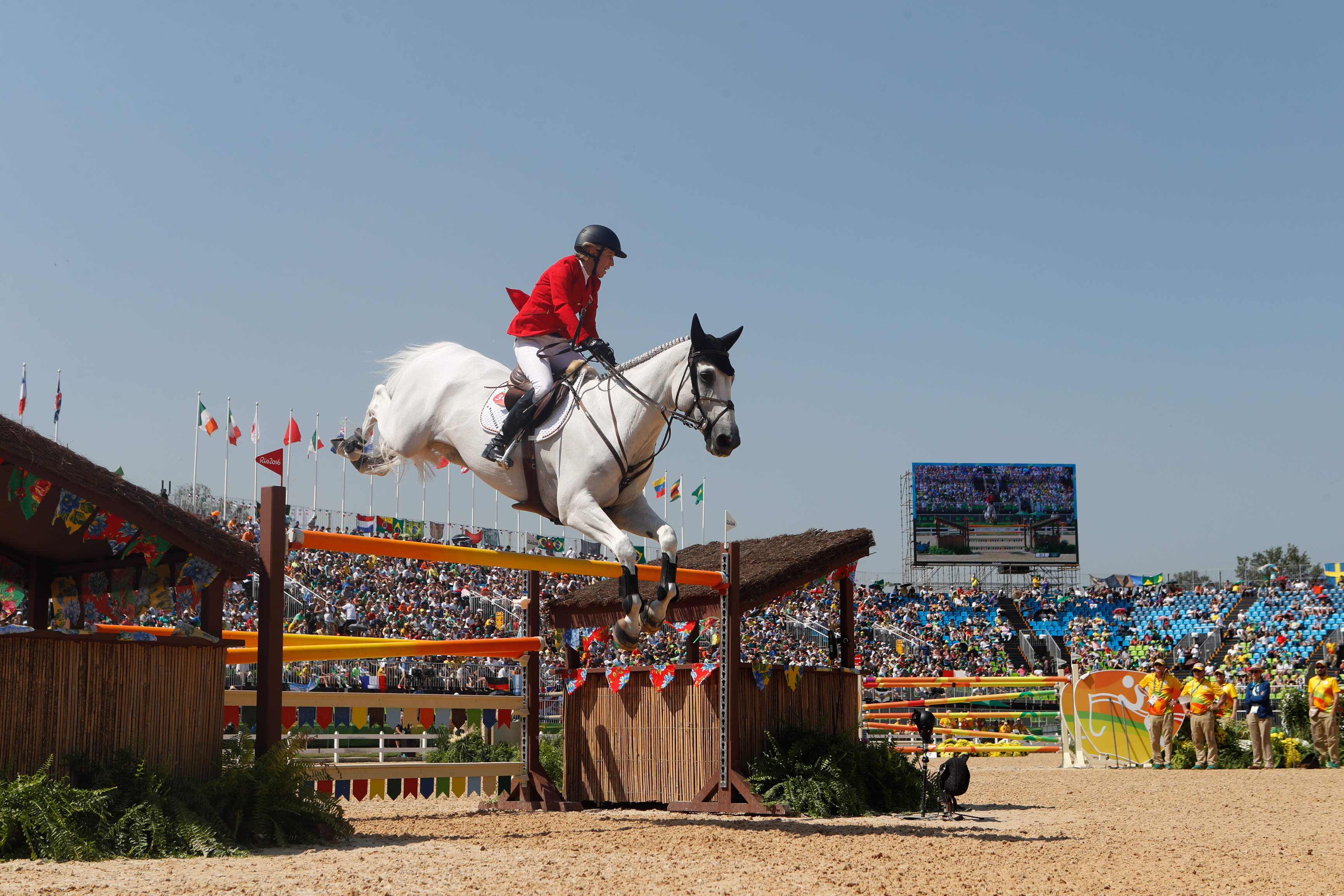
In de springsport
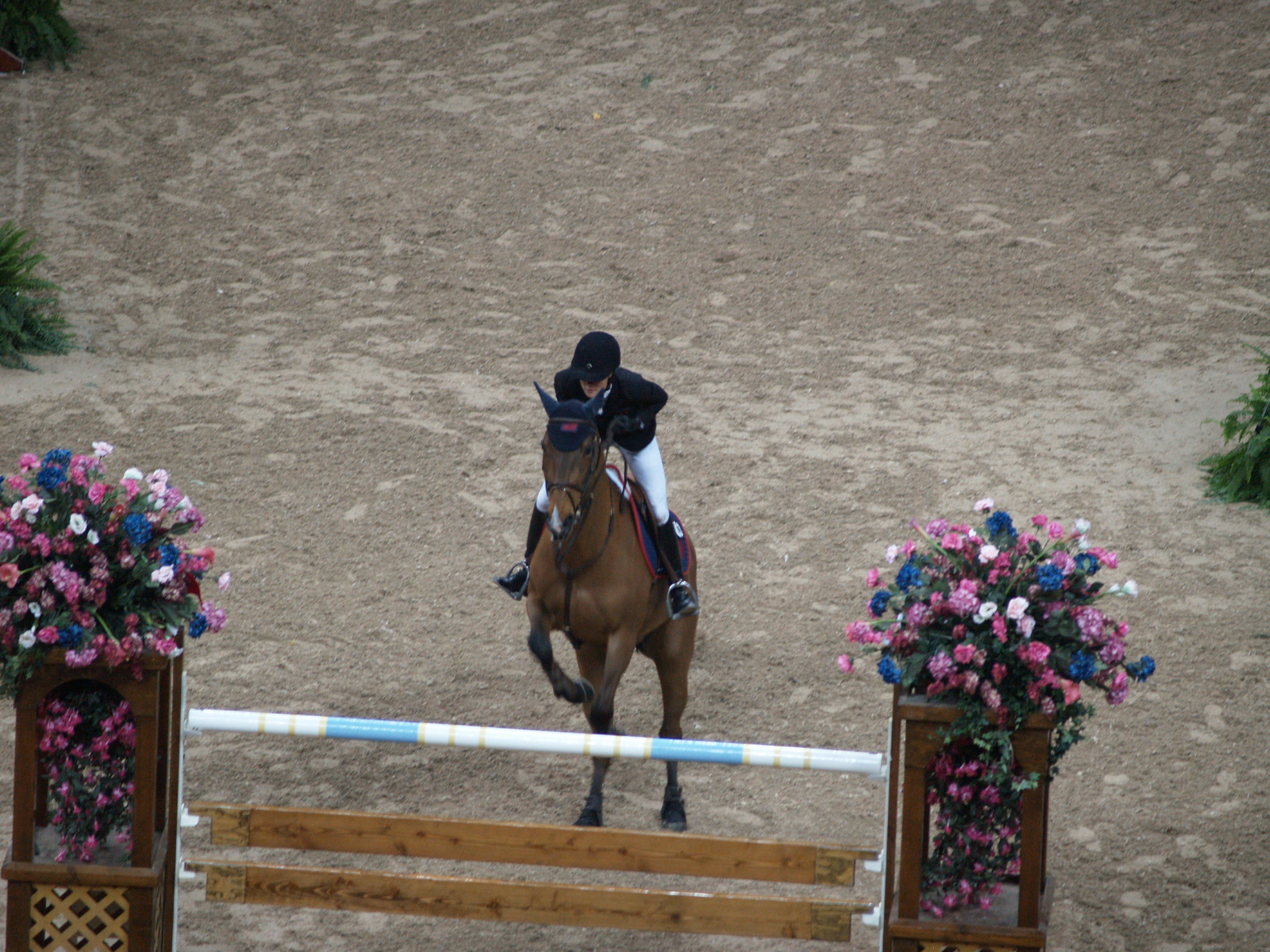
In de springsport